# 责任
责任（liability），中文原意為「本任應管辦一切分所應為之事」；可以分为法律责任和道德责任，亦可指個人或組織的責任。通常是指因為某種規範或當事人間約定，而發生使當事人負有某種作為或不作為的義務。一般说来，發生法律责任的要件是比發生道义责任的要件更加嚴謹些，效果也更加嚴厲，但这也不一定。
一般認為，任何個人和團體都需要為自己的言論與行為負責，且一些觀點認為，不獨政府機構和營利機構，即使是非營利機構等非政府組織，也有其社會責任存在，單單有著善意，不代表這組織能負起社會責任，而近來對非政府組織的社會責任的關注也在增加。換句話說，有理由認為，非營利機構等各種非政府組織，和所有其他團體與個人一樣，必須要對自己所說的和所做的負起責任。

## 法律责任
法律责任是指源於法律規定或當事人間的契约而产生的法律效果。在大多數情況是在違反法律或契約之後，責任的內容才會具體顯現。例如：違反刑法的規定，行為人會有刑事責任；違反民事契約，當事人通常要負債務不履行的責任。
當事人負擔某種民事責任之後，會因此對他人負有特定的作為或不作為的義務（例如：侵權行為的法律效果即是損害賠償責任），而對於他人負有特定的作為或不作為的義務，正是「債」的本質。(漢字「債」即是由「人」字旁與「責」所組成)。因此，在法律上，責任與債、義務概念上密切相關，所指涉的都是法律效果，而責任大多是用在描述當事人已經違反法律或契約的狀況。
例如：在台灣的民法體系中，是將會發生損害賠償責任的侵權行為，列為債之發生的原因之一，規定於民法債編當中。而在中国大陆的民法體系中，則是將侵權行為單獨立法，稱之為侵權責任法。兩者體例雖不相同，但對照之下適足以顯示出責任與債本質上的密切相關性。

## 责任及履行
道义责任没有履行，应当负责的人会受到道德谴责。法律责任没有履行，如果标的大，受益人可以通过法院来追溯。如果标的太小，极少有受益人会为了道义上的原因通过法院来追溯，因为成本太高，所以就放弃了。有条件的受益人也可能通过暴力来追溯。

## 虚拟责任
在于电脑游戏或电脑网络游戏中所产生的责任是虚拟的，玩家有特殊约定的除外。而网络本身是真实的，人们在网络上发生的任何行为都是真实的，因此也都要负责任的，就算是虛擬的責任，也要負責。